# Vladimir Ducasse
Vladimir Ducasse (Port-au-Prince, 15 ottobre 1987) è un giocatore di football americano haitiano che gioca nel ruolo di offensive guard per i Buffalo Bills della National Football League (NFL). Fu scelto nel corso del secondo giro (61º assoluto) del Draft NFL 2010 dai New York Jets. Al college ha giocato a football all’Università del Massachusetts venendo premiato come All-American.

## Carriera professionistica

### New York Jets
Considerato uno dei migliori uomini della linea offensiva selezionabili nel Draft NFL 2010, Ducasse fu scelto dai New York Jets nel corso del secondo giro. Subito dopo la squadra svincolò la guardia Alan Faneca. Il 7 luglio 2010, Ducasse firmò un contratto quadriennale del valore di 3,25 milioni di dollari. Nella sua stagione da rookie disputò solamente due partite, nessuna delle quali come titolare. Nelle due stagioni successive invece scese sempre in campo, anche se fu schierato come titolare solamente una volta nel 2011.

### Minnesota Vikings
Terminato il contratto che lo legava ai Jets, Ducasse divenne un free agent ed il 24 marzo 2014 firmò con i Minnesota Vikings un contratto della durata di un anno. Partito inizialmente coi gradi di riserva, a seguito dell'infortunio della guardia titolare Brandon Fusco, Ducasse ebbe molto più spazio e prese parte a 13 partite partendo 6 volte come titolare. Al termine della stagione divenne nuovamente free agent.

### Chicago Bears
Il 16 marzo 2015 Ducasse firmò un contratto annuale con i Chicago Bears.

### Buffalo Bills
Nel 2017 Ducasse firmò con i Buffalo Bills. Dopo che nelle prime quattro gare John Miller partì come guardia destra titolare, Ducasse gli soffiò il posto per il resto della stagione.